# Амадео Гарсија
Амадео Гарсија де Салазар и Луко  (31. март 1887 – 18. јун 1947) био је шпански фудбалски тренер. Био је селектор шпанске фудбалске репрезентације од 1934. до 1936. године, а тренирао је и тим током Светског првенства у фудбалу 1934. године.